# Bàrbara d'Àustria
Bàbara d'Àustria o Bàrbara d'Habsburg (Viena, Sacre Imperi Romanogermànic 1539 - Ferrara, Ducat de Ferrara 1572) fou una princesa imperial de la Dinastia Habsburg que va esdevenir duquessa consort del Ducat de Ferrara i Mòdena.

## Orígens familiars
Va néixer el 30 d'abril de 1539 a la ciutat de Viena sent filla de l'emperador Ferran I del Sacre Imperi Romanogermànic i Anna de Bohèmia. Fou neta per línia paterna de Felip I d'Habsburg i Joana I de Castella, i per línia materna de Ladislau II d'Hongria i Anna de Foix.
Fou germana de l'emperador Maximilià II i dels arxiducs Ferran II i Carles II d'Àustria.

## Joventut
Establerta de ben jove a Innsbruck, al costat de les seves germanes rebé una severa educació religiosa catòlica

## Núpcies i descendentes
El 1565 s'establí el matrimoni entre Bàrbara i el duc Alfons II d'Este, que se celebrà el 5 de desembre d'aquell any a Ferrara. Tot i que el matrimoni fou feliç no tingueren fills
Entre 1570 i 1571, després que un terratrèmol arrasés part de la ciutat de Ferrara, dedicà part de la seva fortuna en la fundació del Conservatore delle orfane di Santa Bárbara. Tot i les seves fortes conviccions catòliques establí una gran relació amb la seva sogra Renata de França, de religió protestant.
Morí el 19 de setembre de 1572, a la ciutat de Ferrara, de tuberculosi després d'estar malalta més de 6 anys.